# Periscepsia caviceps
Periscepsia caviceps là một loài ruồi trong họ Tachinidae.